# Ернст-Йоахім Кюпперс
Ернст-Йоахім Кюпперс (нім. Ernst-Joachim Küppers; 24 серпня 1942, Галле, Саксонія — 4 лютого 2025, Герне, Північний Рейн-Вестфалія) — німецький плавець.
Срібний медаліст Олімпійських Ігор 1964 року.